# TypeScript
TypeScript je open-source programovací jazyk vytvořený a spravovaný společností Microsoft. Jedná se o nadstavbu nad jazykem JavaScript, která jej rozšiřuje o statické typování a další atributy, které známe z objektově orientovaného programování (třídy, moduly, a další).
Samotný kód psaný v TypeScriptu se kompiluje do JavaScriptu. Jelikož je TypeScript nadstavbou nad JavaScriptem, je každý JavaScriptový kód automaticky validním TypeScript kódem.
TypeScript podporuje hlavičkové soubory, které mohou obsahovat informace o typech a rozhraních již existujících knihoven. Tím nám umožňuje používat externí knihovny, které nebyly napsány v TypeScriptu, včetně striktního typování. V tuto chvíli existují hlavičkové soubory pro známé knihovny jako jQuery, MongoDB, Node.js nebo D3.js.

## Vlastnosti jazyka
TypeScript je rozšířením standardu ECMAScript 5. Rozšiřujícími vlastnostmi jsou:
- anotace typů a typová kontrola
- třídy
- rozhraní
- výčtový typ
- mixiny
- genericita
- moduly
- zkrácená syntaxe pro anonymní funkce
- výchozí hodnoty parametrů funkcí

### Anotace typů
TypeScript nabízí statické typování prostřednictvím anotací umožňující typovou kontrolu při kompilaci. Tyto anotace jsou nepovinné a není třeba je použít, pokud chceme využívat dynamického typování.
```
function
 
secti
(
a
:
 
number
,
 
b
:
 
number
)
:
 
number
 
{

	
return
 
a
 
+
 
b
;

}

```

Pro primitivní datové typy zavádí TypeScript anotace number, string a boolean. Pro dynamický typ lze použít anotaci any.
Anotace typů lze umístit do samostatného souboru, což umožňuje mj. používat uvnitř TypeScript kódu již existující JavaScriptové knihovny. Těm stačí pouze nadefinovat tyto anotace a využít tak statického typování.

### Rozhraní
```
interface
 
IOsoba

{

	
naRetezec
()
:
 
string
;

}

```

### Třídy
TypeScript podporuje třídy dle standardu ECMAScript 6.
```
class
 
Osoba
 
implements
 
IOsoba

{

	
private
 
jmeno
:
 
string
;

	
private
 
vek
:
 
number
;

	
private
 
plat
:
 
number
;

	
constructor
(
jmeno
:
 
string
,
 
vek
:
 
number
,
 
plat
:
 
number
)
 
{

		
this
.
jmeno
 
=
 
jmeno
;

		
this
.
vek
 
=
 
vek
;

		
this
.
plat
 
=
 
plat
;

	
}

    

	
naRetezec
()
:
 
string
 
{

		
return
 
this
.
jmeno
 
+
 
" ("
 
+
 
this
.
vek
 
+
 
")"
 
+
 
"("
 
+
 
this
.
plat
 
+
 
")"
;

	
}

}

```

### Genericita
TypeScript podporuje Generické programování.

### Moduly
TypeScript umožňuje pomocí modulů zapouzdření tříd, rozhraní, funkcí a proměnných do vlastního jmenného prostoru.
```
module
 
Organismy

{

	
class
 
Osoba
 
{

		
// ...

	
}

}

```